# Conradswiese
Conradswiese ist eine zur Gemeinde Lauter-Bernsbach im Erzgebirgskreis im Freistaat Sachsen gehörige Siedlung und ein gleichnamiges Naturschutzgebiet mit einer Waldwiese und Bergmischwald im westlichen Erzgebirge in einer Höhe von ca. 645 m ü. NHN.

## Geschichte

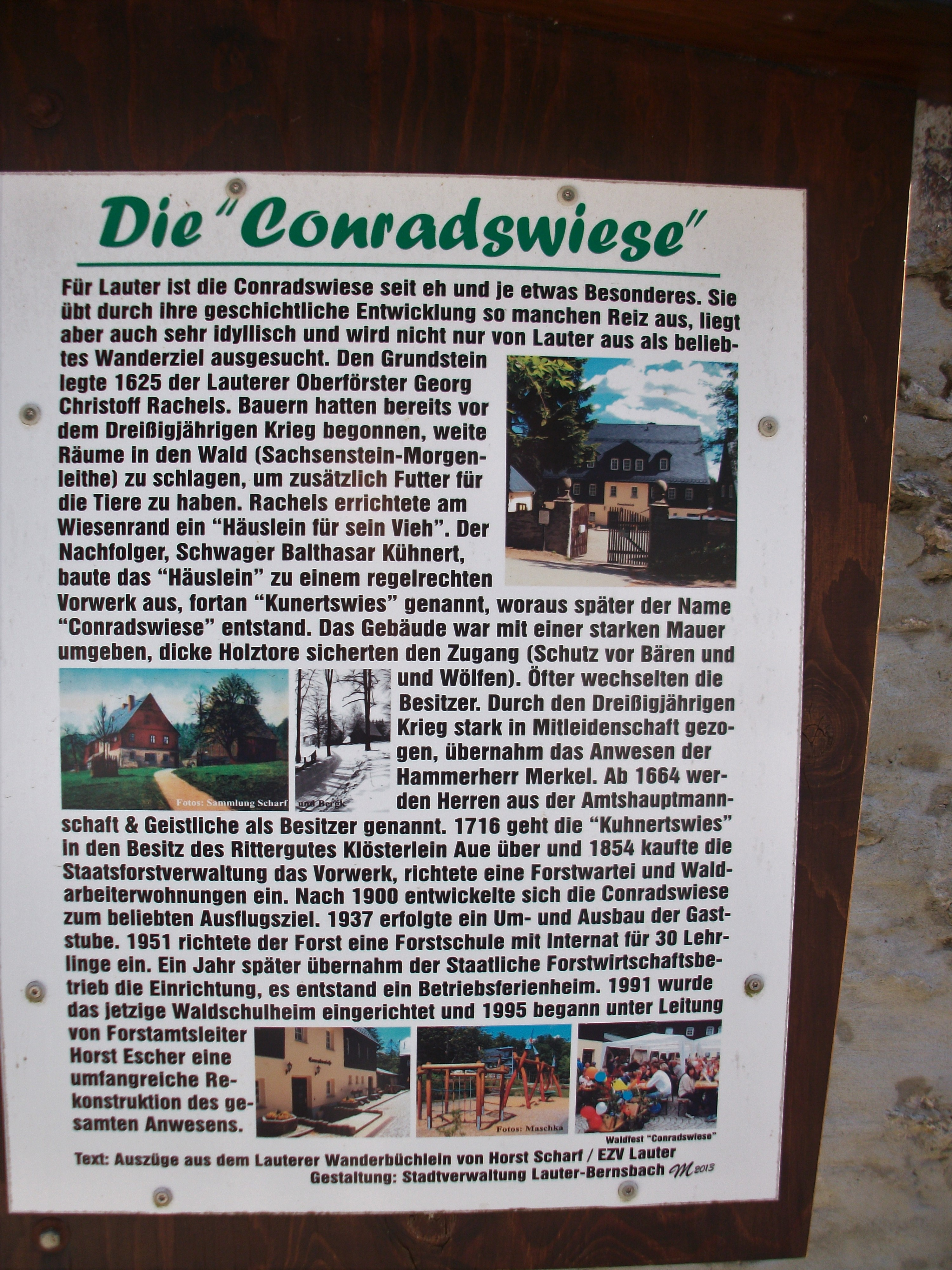
Infotafel Geschichte der Conradswiese

Der heutige Gebäudekomplex unterhalb der Morgenleithe ist aus einem früheren Vorwerk der Amtsstadt Schwarzenberg/Erzgeb. hervorgegangen, das später von der Oberförsterei Bockau genutzt wurde. 1646 findet sich die Bezeichnung Cunnertswiesen. Gemeinsam mit Fällbach war Conradswiese auch nach Bockau eingepfarrt, in Bockau wurden ab 1847 auch die Grund- und Hypothekenbücher über Conradswiese geführt. Aber sonst gehörte Conradswiese zu Lauter im Kreisamt Schwarzenberg.
Das Jäger-, Waldwärter- bzw. Forsthaus wurde bereits 1839 als einfache Schankstätte genutzt, aus dem ein Waldgasthaus hervorging und von vielen Ausflüglern vor allem aus Richtung Lauter besucht wurde. Das Gasthaus wurde am Ende des Zweiten Weltkrieges geschlossen und das Gebäude bis 1957 als forstliche Lehrausbildungsstelle genutzt, bevor dort ein Betriebsferienheim einzog, das 1990 geschlossen wurde. Aus dem Gebäude ging ein Waldschulheim des Staatsbetriebs Sachsenforst, Forstbezirk Eibenstock, hervor. Dort werden u. a. auch Waldjugendspiele durchgeführt.
Oberhalb von Conradswiese liegt im Wald die Wasserscheide zwischen der Zwickauer Mulde im Westen und dem Schwarzwasser im Osten. Unweit davon gibt es das Tränktrögel. Der Alte Jägerhäuser Weg führt in ca. 3,5 km nach Jägerhaus.

## Conradswiese als Thema in Hochschulschriften
In jüngster Vergangenheit wurden mehrere Schriften am Institut für Forstbotanik und Forstzoologie der TU Dresden mit Bezug zu Conradswiese verfasst. Dazu gehörten 2011 von Bastian Hinter die Arbeit Genetische und fortpflanzungstechnische Untersuchungen an Nachkommen der Weißtanne (Abies alba Mill.) aus der Erhaltungssamenplantage Conradswiese/Bockau und 2014 von Nora Hennig das Werk Konzeption und Erprobung einer waldpädagogischen Veranstaltung zum Thema „Wolf in Deutschland“ für das Waldschulheim Conradswiese.